# Magilaoma penolensis
Magilaoma penolensis är en snäckart som först beskrevs av Cox 1868.  Magilaoma penolensis ingår i släktet Magilaoma och familjen punktsnäckor. Inga underarter finns listade i Catalogue of Life.